# Nick Khan
Nicholas Khan (Las Vegas, Nevada), conocido como Nick Khan, es un abogado y empresario estadounidense. Se desempeña como presidente de la empresa de lucha libre profesional WWE y forma parte de la junta directiva de TKO Group Holdings. También ha colaborado como exagente de talentos.

## Carrera

### ICM y CAA (2006-2020)
A finales de 2005, Khan se unió a Broder Webb Chervin Silbermann, donde lanzó su división de locutores de noticias y deportes. En abril de 2012, Deadline anunció en exclusiva que Khan buscaba mudarse a CAA, donde traería a sus clientes, incluidos Keith Olbermann, Nancy Grace, Jalen Rose y Freddie Roach.
En 2012, se incorporó a la Creative Artists Agency, donde se desempeñó como codirector del departamento de televisión. Mientras estuvo allí, representó a clientes de alto perfil, incluidos los presentadores deportivos Colin Cowherd y Mike Greenberg.
En 2013, mientras representaba a Tim Tebow después de su liberación de los New England Patriots, Khan recibió una llamada no solicitada de Paul "Triple H" Leveseque, preguntándole sobre la posibilidad de contratar a Tebow para trabajar en un combate en el evento de pago de WrestleMania XXX contra The Big Show. Si bien los planes nunca se concretaron, esta fue la primera vez que los dos hablaron y permanecieron en contacto.
En 2019, negoció el acuerdo de derechos televisivos de WWE con NBCUniversal.

### WWE (2020-presente)
En agosto de 2020, se anunció que Nick Khan dejaría su cargo como codirector de televisión en CAA, donde reportaría a Vince McMahon, para asumir un nuevo rol como presidente y director de ingresos de WWE tras las salidas de George Barrios y Michelle Wilson.
El 3 de abril de 2023, WWE llegó a un acuerdo con Endeavor Group Holdings, Inc. para fusionarse con la empresa matriz de UFC, Zuffa, para crear un nuevo conglomerado de medios conocido como TKO Group Holdings. La fusión se completó el 12 de septiembre de 2023, cuando el personal de Endeavour, UFC y WWE tocaron el timbre en la Bolsa de Nueva York para marcar el debut de las acciones de TKO. En la fusión, Khan fue reelegido presidente de WWE, con un puesto en la junta directiva de TKO.

## Vida personal
Khan es hijo de iraníes que se mudaron a los Estados Unidos. Nació y vivió en Las Vegas con ellos y su hermana, Nahnatchka. Ha citado a The Iron Sheik como su ídolo de infancia. Trabajó como acomodador en WrestleMania IX en 1993.
En 2000, Khan apareció como concursante en Wheel of Fortune. Ganó $16,500 y usó el dinero del premio para tomar el examen de la barra, que aprobó, y trabajó como abogado durante siete años.